# Дитюк, Владимир Аврамович
Владимир Аврамович Дитюк (17 ноября 1935, Сумский район, Харьковская область, УССР, СССР — 17 февраля 2016) — советский работник сельского хозяйства, бригадир тракторной бригады совхоза «Колутонский» Астраханского района Целиноградской области, Герой Социалистического Труда (1973). Заслуженный работник сельского хозяйства Казахской ССР (1976). Депутат Верховного Совета Казахской ССР 10—11-го созывов.

## Биография
С 1950 года по 1954 год работал трактористом Сорочинской МТС Полтавской области.
В 1954 году поехал по комсомольской путёвке на целину в Казахстан. Работал трактористом Ново-Колутонской МТС Астраханского района.
В 1954 году был призван в ряды Советской армии. В 1958 году возвратился после армии на Украину.
В 1958 году поехал в Казахстан, где работал до 1967 года трактористом и с 1967 года — бригадиром трактористов совхоза «Колутонский» Астраханского района Целиноградской области. В 1962 году вступил в КПСС.
В 1967 году молодёжно-тракторная бригада под его началом вспахала 6 тысяч гектаров земли и совершила посев на вспаханных землях. С этого года бригада Владимира Дитюка ежегодно выполняла план по сбору зерна. В 1973 году бригада выполнила пятилетний план за три года. За это достижение Владимир Дитюк был удостоен в 1976 году звания Героя Социалистического Труда.
В 1973 году получил звание «Заслуженный работник сельского хозяйства Казахской ССР». За 30 лет тракторная бригада под управлением Владимира Дитюка собирала ежегодно по 17-23 центнеров пшеницы с каждого гектара.
В 1995 году вышел на пенсию.
Скончался 17 февраля 2016 года в возрасте 80 лет в селе Старый Колутон Астраханского района. Похоронен там же.

## Награды
- Герой Социалистического Труда (1976)
- Орден Ленина (1976)